# Tara Fela-Durotoye
Tara Fela-Durotoye (sinh ngày 6 tháng 3 năm 1977)  là một nghệ sĩ trang điểm và luật sư người Nigeria. Là người tiên phong trong nghề trang điểm cô dâu ở Nigeria, cô đã ra mắt thư mục cô dâu đầu tiên vào năm 1999, thành lập xưởng trang điểm tiêu chuẩn quốc tế và thành lập trường trang điểm đầu tiên ở Nigeria.
Cô là người sáng lập và Giám đốc điều hành của House of Tara International  và là người tạo ra dòng sản phẩm Tara Orekelewa Beauty, Inspired Perfume và HIP Beauty.
Năm 2007, cô được trao Giải thưởng SMME Châu Phi và Giải thưởng Doanh nhân tại Nam Phi  và năm 2013, Forbes đã liệt kê cô là một trong 20 Phụ nữ quyền lực trẻ ở Châu Phi

## Đầu đời
Tara Fela-Durotoye được sinh ra tại Bệnh viện St. Nicholas, Lagos đến John Ejegi Sagay, ủy viên của Cơ quan Dân sự Liên bang, Nigeria và Felicia Omaghomi. Hai vợ chồng ly thân khi cô tám tháng tuổi; và là một ngôi nhà đa thê, cô được mẹ kế, Modupe Agnes Sagay nuôi dưỡng. Cô bắt đầu giáo dục của mình tại Trường Thiếu nhi Chỉ huy, Đảo Victoria và tiếp tục đến Trường Trung học Hải quân Nigeria, Ojo, nơi cô là một người nội trú. Trong mẫu 5, cô đã được làm Bộ trưởng Bộ Vệ sinh và Phúc lợi. Cô tốt nghiệp trường Đại học bang Lagos, với bằng luật và tiến hành thành lập Ngôi nhà của Tara International.

### Cuộc sống cá nhân
Tara kết hôn với Fela Durotoye, một chiến lược gia kinh doanh và nhà hoạt động doanh nghiệp, giám đốc điều hành của  Visible Impact. Ông đã thực hiện ý định tranh cử Tổng thống vào ngày 22 tháng 2 năm 2018, dưới liên minh của đảng chính trị cho Nigeria mới. Họ có ba người con trai, Mobolurin, Demilade & Morolaoluwa.